# Lintuzumab
Il lintuzumab o SGN-33 è un anticorpo monoclonale umanizzato utilizzato nel trattamento di forme tumorali.
Il farmaco è stato sviluppato da Seattle Genetics per il trattamento della leucemia mieloide acuta (AML), una condizione che provoca la morte di 9.000 persone l'anno negli Stati Uniti.
Lintuzumab è attiva sulla proteina CD33, che si sovraesprime nella ALM e in altre malattie mieloproliferative, mentre non appare molto presente nelle cellule normali.
Le ricerche sulla AML e il lintuzumab sono state abbandonate nel 2010, quando un trial di fase IIb non è riuscito a mostrare un aumento della sopravvivenza.
A partire dal 2010, Seattle Genetics conduce studi clinici di Fase II sul lintuzumab in associazione con bortezomib come trattamento delle sindromi mielodisplastiche.

### Lintuzumab
- (EN) Raymond M. Reilly, Monoclonal Antibody and Peptide-Targeted Radiotherapy of Cancer, John Wiley and Sons, 2 agosto 2010,  pp. 233–, ISBN 978-0-470-24372-5.

- (EN) Razelle Kurzrock e Maurie Markman, Targeted Cancer Therapy, Humana Press, 7 aprile 2008,  pp. 25–, ISBN 978-1-60327-423-4.
- (EN) Judith E. Karp, Acute myelogenous leukemia, Humana Press, 2007,  pp. 241–, ISBN 978-1-58829-621-4.
- (EN) Hagop Kantarjian e Stefan Faderl, Leukemias: Principles and Practice of Therapy, John Wiley and Sons, 1º gennaio 2010,  pp. 143–, ISBN 978-1-4051-8235-5.
- (DE) accessdat Christoph Huber, Hans-Georg Rammensee, Thomas Wölfel, Cedrik Britten, Krebsimmuntherapien: Standards und Innovationen, Deutscher Ärzteverlag, 2008,  pp. 80–, ISBN 978-3-7691-1212-2.